# Погодаев, Леонгард Иванович
Леонгард Иванович Погодаев (1933—2021) — советский и российский учёный, доктор технических наук, профессор, действительный член Международной академии транспорта.
Автор более чем 200 научных работах, включая 23 монографии; имеет ряд патентов на изобретения.

## Биография
Родился 17 июля 1933 года городе Якутске в крестьянской семье.
Окончив в 1957 году кораблестроительный факультет Горьковского института инженеров водного транспорта (ныне Волжский государственный университет водного транспорта) работал конструктором на Судоремонтном заводе им. Ульянова-Ленина в городе Чкаловске. Затем был заведующим Центральной заводской лабораторией, где проводил цикл исследований по надежности рабочих устройств судов технического флота.
В 1965 году, решив продолжить образование, поступил в аспирантуру Ленинградского института водного транспорта, где продолжил также свою трудовую деятельность. В 1968 году защитил кандидатскую диссертацию на тему «Исследование абразивного износа металлов для деталей рабочих устройств земснарядов», в 1979 году защитил докторскую диссертацию на тему «Износостойкость материалов и деталей машин при гидроабразивном и кавитационном изнашивании». В 1971 году Леонгард Погодаев получил звание доцента, в 1982 году — профессора.
В 1969—1980 годах работал в Киевском политехническом институте (Винницкий филиал), где занимался вопросами износостойкости оборудования. В 1980 году перешёл на работу в Ленинградский институт водного транспорта (ЛИВТ, ныне Санкт-Петербургский государственный университет водных коммуникаций). В 1982—1999 годах Леонгард Иванович возглавлял здесь кафедру «Технология конструкционных материалов». Под его руководством защищено 15 кандидатских и при его консультации — 10 докторских диссертаций; ученики Погодаева работают по всей России и в ряде зарубежных стран.
Умер 16 декабря 2021 года.

### Личная жизнь
Л. И. Погодаев был весьма разносторонним человеком. Ни одна его научная монография не выходила в свет без его художественной графики или стихов. Занимался спортом: парус, лыжи, бег; на открытии Олимпиады-80 в Москве ему доверили бежать один из этапов с факелом олимпийского огня.

## Награды
Заслуженный деятель науки РФ (1992), Почётный работник Речного флота, награждён медалями «300 лет Российскому флоту», «100-летие подводным силам России», «250 лет со дня рождения А. Бетанкура» и «За достижения в области образования и науки».